# Le Mesnil-lès-Hurlus
Le Mesnil-lès-Hurlus est une ancienne commune française du département de la Marne.
Son code INSEE est 51366.

## Toponymie
Le nom de la localité est attesté sous les formes Apud Lumesnil (1232) ; Manillum (1253) ; Meisniz, le Meisnil (vers 1300) ; Le Maisnil (1366) ; Le Maynil delez Urlus, le Maignil (1389) ; Le Maisnil delez Ullus (1391) ; Le Menil en Champaigne, près Saint-Telier (xve siècle) ; Le Mesnil lez Urlus (1516) ; Mesnix (1573) ; Aulmeny pour au Meny (1604) ; Ménil-lès-Hurlus (1765) ; Le Ménil (XVIIIe siècle).

Mesnil est un Toponyme ou élément de toponyme très usité dans la France septentrionale et en Belgique, mesnil, il désignait jusqu'à l'Ancien Régime un domaine rural. À partir du gallo-roman MASIONILE, forme altérée du bas latin mansionile (diminutif du latin mansio « gîte-relais situé le long d’une voie romaine »), la langue d'oïl a produit maisnil.
La préposition « lès » permet de signifier la proximité d'un lieu géographique par rapport à un autre lieu. En règle générale, il s'agit d'une localité qui tient à se situer par rapport à une ville voisine plus grande. La commune de Le Mesnil-lès-Hurlus indique qu'elle se situait près de Hurlus.

## Histoire
Le village du Mesnil-lès-Hurlus comptait 97 habitants en 1911. Pendant la Première Guerre mondiale, le village fut anéanti. Au cours de l’hiver 1915, s’est déroulée la première bataille de Champagne à proximité du village de Perthes-lès-Hurlus. Les combats, qui opposaient les troupes allemandes aux troupes françaises, russes et américaines, ne cesseront que le 9 octobre 1918 lorsque la 2e division d'infanterie américaine libère le territoire. Le village du Mesnil ne s'est jamais relevé, victime de cette guerre. Le village de Minaucourt par contre, a été entièrement reconstruit après la guerre.
Lors de la création du camp militaire de Suippes en 1950, la commune fut officiellement supprimée, et son territoire rattaché à la commune voisine de Minaucourt, qui prit alors le nom de Minaucourt-le-Mesnil-lès-Hurlus pour perpétuer la mémoire du village disparu.

## Décorations françaises
Croix de guerre 1914-1918 : 20 septembre 1920

## Géographie
Le Mesnil-lès-Hurlus se trouve dans le nord-est du département de la Marne, entre Reims et Verdun, le long de la route qui reliait Hurlus via Massiges à Ville-sur-Tourbe.

## Démographie
| 1793 | 1800 | 1806 | 1821 | 1831 | 1836 | 1841 | 1846 | 1851 |
| ---- | ---- | ---- | ---- | ---- | ---- | ---- | ---- | ---- |
| 97   | 92   | 92   | 101  | 109  | 97   | 99   | 105  | 111  |

| 1856 | 1861 | 1866 | 1872 | 1876 | 1881 | 1886 | 1891 | 1896 |
| ---- | ---- | ---- | ---- | ---- | ---- | ---- | ---- | ---- |
| 105  | 103  | 97   | 84   | 88   | 85   | 90   | 78   | 66   |

| 1901 | 1906 | 1911 | 1921 | 1926 | 1931 | 1936 | 1946 | - |
| ---- | ---- | ---- | ---- | ---- | ---- | ---- | ---- | - |
| 70   | 75   | 72   | 0    | 0    | 0    | 0    | 0    | - |